# Michel Teychenné
Michel Teychenné, né le 22 juillet 1957 à Foix (Ariège), est une personnalité politique française, ancien membre du Parti socialiste. Il est député européen de 2008 à 2009.

## Biographie

### Parcours professionnel
- 1983-1986 : Secrétaire général adjoint puis Secrétaire général du Comité régional de tourisme de Midi-Pyrénées
- 1986-1988 : Assistant parlementaire de Lionel Jospin, député de Haute-Garonne et Premier secrétaire du Parti Socialiste.
- 1988-1992 : Chargé de mission au cabinet de Lionel Jospin, ministre d'État, ministre de l’Éducation nationale, de l’enseignement supérieur, de la recherche et des sports.
- 1992-1995 : Directeur de la communication de l’Association des Universités Francophones, qui regroupe les universités de 48 pays totalement ou partiellement francophones. En poste à Montréal, au Canada.
- 1996-2008 : Directeur adjoint du Département Tourisme Hôtellerie (CETIA) de l’Université Toulouse-Le Mirail, où il est chargé des relations internationales, et directeur de la délocalisation du CETIA à Foix (150 étudiants en tourisme au Centre universitaire de l'Ariège).

### Parcours politique

#### Carrière politique locale
En 1984, il participe à la création de l'organisation Homosexualité et Socialisme, proche du Parti socialiste (PS).
Entre 1999 et 2003, Michel Teychenné est Premier secrétaire de la fédération de l'Ariège du PS. 
À l'occasion du Congrès de Dijon de 2003, il ne se représente pas au poste de Premier secrétaire fédéral. En désaccord avec certaines pratiques politiques qu'il juge dépassées[citation nécessaire], il rejoint Vincent Peillon qui fonde alors le NPS (Nouveau Parti socialiste). Il affirme militer « pour une vraie rénovation du Parti socialiste et pour que l'on tire les leçons politiques de l'échec de 2002 ». Il reste membre du bureau fédéral et est élu au conseil national du Parti socialiste au titre des Rénovateurs.
En 2004, Michel Teychenné est candidat aux élections européennes, en 5e position sur la liste de la circonscription Sud-Ouest en France.
En 2005, il est réélu au Conseil national du Parti socialiste et nommé délégué national aux services publics en Europe lors du Congrès du Mans. Il reste membre du bureau fédéral et secrétaire fédéral (Ariège), chargé des politiques urbaines. Au référendum sur le Traité constitutionnel européen, il vote « non ».
Lors de l'élection présidentielle française de 2007, il soutient Ségolène Royal lors de la primaire à la candidature socialiste puis la campagne électorale, et adhère à l’association Désirs d'avenir.
Depuis mars 2008, il est président du groupe de gauche au conseil municipal de la mairie de Pamiers.
Lors des élections régionales de 2010, il est écarté de la liste proposée par la fédération socialiste ariégeoise. Il accuse alors certains de ses camarades socialistes d’homophobie pour s'opposer à cette décision. Il sera condamné pour complicité de diffamation[réf. nécessaire].

#### Député européen
En octobre 2008, Michel Teychenné devient député européen de la circonscription Sud-Ouest de la France (Aquitaine, Midi-Pyrénées et Languedoc-Roussillon), en remplacement de Robert Navarro qui a été élu sénateur. Il est membre du Groupe du Parti socialiste européen (PSE). Il participe à la Commission du transport et tourisme et il est suppléant à la Commission des budgets. Il est aussi membre de la délégation pour les relations Union européenne - Mercosur (Communauté économique des pays d'Amérique du Sud). Il exerce cette fonction jusqu’aux élections européennes de 2009.
En mai 2009, il participe à la Gay Pride à Bucarest - où il est l’un des deux députés européens présents à cette manifestation.

#### Présidence de François Hollande
Pendant l’élection présidentielle de 2012, il est chargé des questions concernant les personnes LGBT dans la campagne de François Hollande. En octobre 2012, il est chargé par le ministre de l’Éducation nationale Vincent Peillon de rédiger un rapport concernant l'homophobie dans les établissements scolaires.

#### Élections municipales de 2014
Défait lors des primaires socialistes pour les municipales à Pamiers, il se présente sous l'étiquette divers gauche. Il démissionne du Parti socialiste début 2014[réf. nécessaire].

### Vie privée
Il vit en couple avec un homme.